# Phtheochroa ecballiella
Phtheochroa ecballiella es una especie de polilla de la familia Tortricidae. La envergadura es de 15–21 mm. Se han registrado vuelos en adultos de junio a julio.

## Distribución
Se encuentra en Portugal, España y en las islas Canarias.